# Xfce
Xfce és un entorn d'escriptori de programari lliure per a Unix i Unix-like, com Linux, Solaris i BSD. El seu propòsit és ser ràpid i lleuger. El projecte va ser creat per Olivier Fourdan l'any 1996.

## Característiques
Els fitxers de configuració solen estar ocults per a l'usuari normal i per a configurar-lo només cal el ratolí. En paraules del seu creador:
| «                | Dissenyat per a la productivitat, carrega i executa aplicacions ràpidament, mentre estalvia recursos del sistema | » |
| — Oliver Fourdan | |   |

Xfce també ofereix un marc de treball pel desenvolupament d'aplicacions. A més del Xfce mateix, hi ha altres programes de tercers que també usen les llibreries de Xfce, principalment l'editor de text Mousepad, el reproductor d'àudio xfmedia i un emulador de terminal.
Xfce està basat en la llibreria GTK+ 2.x i usa el gestor de fitxers Thunar. Xfce és semblant a l'escriptori CDE, però se n'ha anat allunyant a causa del fet que ha estat reprogramat des de zero (ja ho van fer entre les versions 2.x i 3.x), i a diferència de les seves versions anteriors, ara té un sistema modular que pot gestionar un sistema de tipus multihead de manera bastant senzilla, i segueix tots els estàndards establerts per Freedesktop.org.
Ofereix una experiència completa d'escriptori, amb un ús mínim de CPU, versions amb cicles llargs i estables, essent modular i altament configurable.

## Denominació
El nom "Xfce originalment provenia de "XForms Common Enviroment", però degut als grans canvis en el codi, ja no usa les eines de XForms, com originalment feia. El nom va sobreviure, però ja no s'escriu XFce, amb dues majúscules inicials, sinó Xfce. Els programadors estan d'acord que actualment el nom no té significat, però se sol desglossar com a "X Free Choresterol Environment" ("Entorn X Lliure de Colesterol") en referència al poc consum de memòria que realitza i a la velocitat de càrrega amb què s'executa com que no té elements superflus, a diferència d'altres entorns d'escriptori més grans.

## Versions
En la versió 4.0.0, alliberada el 25 de setembre de 2003, l'Xfce va ser actualitzat per utilitzar les llibreries GTK+ 2, marcant l'inici de les versions modernes d'aquest entorn d'escriptori.

El gener de 2007 s'allibera la versió 4.4.0. amb noves funcionalitats com: suport per a icones a l'escriptori, un sistema de panells millorat o el nou gestor de fitxers Thunar. El desembre de 2020 s'allibera la versió 4.16 basada completament en les llibreries GTK3.

## Distribucions Xfce
Xfce no és tan fàcil de trobar en les distribucions GNU/Linux comparat amb altres entorns d'escriptori com KDE o GNOME. Poques distribucions l'inclouen per omissió, tot i que moltes com Debian i Fedora Core l'inclouen com un component opcional. Algunes distribucions que inclouen Xfce per omissió són:
- Linux Lite (llançada el 26 d'octubre de 2012)
- Xubuntu - (llançada l'1 de juny de 2006)
- Zenwalk Linux - (abans anomenada Minislack)

## Components de Xfce
- Thunar, el nou gestor de fitxers des de la versió 4.4.0, que ha substituït al Xffm
- Orage, el calendari amb suport per alertes integrat a l'Xfce
- Xfwm4, el gestor de finestres de Xfce
- Xfmedia, un reproductor multimèdia basat en xine per Xfce
- Xfprint, un gestor d'impressores
- Xfburn, un programa per gravar CD/DVD (actualment només al Subversion)